# 寺田恵子
寺田 恵子（てらだ けいこ、1963年〈昭和38年〉7月27日 - ）は、日本のミュージシャン、シンガーソングライター。
ロックバンドSHOW-YAのボーカル。千葉県船橋市出身。

## 来歴
1982年
- YAMAHA Light Music Contest '82 レディース部門ベストボーカリスト賞を受賞。

1985年
- SHOW-YAのボーカリストとして、「素敵にダンシング」でデビュー。

1991年
- SHOW-YAを脱退。

1992年
- シングル「PARADISE WIND」でソロデビュー。

1997年
- SHOW-YAの五十嵐美貴らと「全日本女子プロバンド」を結成。

1998年
- 公共広告機構「骨髄バンク『二十歳の登録』」キャンペーンのCMソングを担当。楽曲はPANTAの書き下ろした楽曲「スコア」。

2004年
- ROCK’N JAM MUSICALにてミュージカル初舞台を踏む。

2005年
- 自身の呼びかけでSHOW-YAを再結成。

2006年
- NHK-FMで『私の名盤コレクション』MCを担当。

2008年
- LOUDNESSの二井原実、EARTHSHAKERの西田昌史と「西寺実」を結成。

## 人物
工務店社長を務める父の下、次女として生まれる。船橋市立薬円台小学校、船橋市立二宮中学校、千葉県立船橋芝山高等学校を卒業。
影響を受けた歌手はカルメン・マキ、アン・ルイス。小学生の頃、カルメン･マキ&OZの「私は風」を聴いて自分と声が似ていることに感動し、漠然と歌の仕事がしたいと思うようになったという。他、洋楽アーティストで影響を受けたのは、オジー・オズボーン、ローリング・ストーンズ、ビートルズ、レッド・ツェッペリン、シンディ・ローパー、パット・ベネター、レナード・コーエン。しかし、物心ついた時には邦楽中心に聴いていたという。落語家や女子プロレスラーに憧れていた頃もあったが、幼稚園児の頃から歌うという仕事に一番憧れていた。高校生の頃までは声の高さはソプラノで、高校時代の先生にはその声の高さから合唱部入りを勧められたこともあったが、カルメン・マキへの憧れから、枕を喉に当てながらシャウトしたりして声を潰していったという。
高校1年生の時、文化祭でボーカルを探していた男性バンドに誘われ、「カルメン・マキしか歌わないよ」としながらも加入、最初はこの男性主体の7人組バンドで活動。その後、このバンドが練習拠点としていたスタジオの店長に、女子大生バンド「メデューサ」（SHOW-YAの前身バンド）に加入してはどうかと話を持ち掛けられるが、最初は女バンドでは出来ないと思い、女バンドが嫌いだったとも思っていたことから3回断っていたが、メデューサのメンバーの一人が偶然アルバイト先の友人であったことがきっかけで加入を決める。
胸には薔薇の入れ墨（シール）があるのが特徴。カルメン・マキのルーツがジャニス・ジョプリンであると知ってジャニスも好きになり、ジャニスをモデルとした映画『ローズ』にも惹かれて薔薇好きになったことからだという。
18歳の時には既にSHOW-YAに加入していたが、その頃メンバーに内緒で、普通にアイドルを目指して『スター誕生!』（日本テレビ）のオーディションを受け、一次審査で落選したということがあった（バンドがデビュー前だったのを良いことに、ソロで抜け駆けしようという考えもその時はあったという）。この時はアンチ・アイドルという気持ちもあって、不良のような格好で歌ったとのこと。
SHOW-YAより1年後にデビューして先にブレイクしたプリンセス プリンセスを見て「世間的にはかわいい方がいいんだな」と落胆したこともあったが、ある日、鏡で自分の下着姿を見て「めちゃくちゃかっこいい」と思い、以後自らの下着風コスチュームが1988年から1989年以降の定番となった。
脱退直後は「音楽を聴くのも嫌になった」ことから、実家で家事手伝いをしていた他、普通に就職することも考えていたという。またこの脱退当時、結婚する話が出ていたが、1992年に音楽界に戻ってソロデビューした時には結婚話が破談になっていたことを後日明かしている。ある日、友達と一緒にカラオケに行った時、友達にSHOW-YAの曲「限界LOVERS」を選曲され、本人曰く「無理矢理歌わされた」が、これを歌った時に急に涙が出てきて、「やっぱり私は歌（SHOW-YA）が好きだ」と再認識したという。そして寺田は元メンバーひとりひとりに頭を下げ、5年かけて説得し続けた末、SHOW-YA再結成に至った。
2014年6月29日放送、日本テレビ系『有吉反省会』に出演。ロックばかりやってきたため婚期を逃し、当時50歳にして未婚であることを反省した。
2015年5月24日放送、TBS系『旅ずきんちゃん』に出演。杏子、相川七瀬と共演し、交流があることを明かした。

## ディスコグラフィー

### シングル
1. PARADISE WIND（1992年7月21日）
2. Dream Again（1993年1月21日）
3. Open Your Heart（1993年5月21日）
4. 天国の出口（1994年4月21日）
5. 空へ（1994年11月23日）
6. Thank you. love（1996年11月25日）
7. DEAD OR ALIVE（1997年9月26日）
8. 果てしない炎の中へ（セブン-イレブン限定盤：2002年6月18日、通常盤：2002年8月7日）※RIDER CHIPS Featuring 寺田恵子

### アルバム
1. BODY & SOUL（1992年8月5日）
2. INVISIBLE（1993年3月24日）
3. Out of Bounds（1994年4月21日）
4. 悪い夢（1994年11月23日）
5. END OF THE WORLD（1996年2月21日）
6. Wonderground（2003年3月26日）
7. PIECE OF MY HEART（2016年10月19日）

### 参加作品
- 相川七瀬 - カバー・アルバム『Treasure Box -Tetsuro Oda Songs-』（2015年10月28日発売） - #09「BOMBER GIRL」に参加[12]。

#### 参加ユニット
- HIPS（EARTHSHAKERの西田昌史とのユニット）
  - 「夜をぶっとばせ!」/「TENDER」（1988年11月30日） - TVアニメ『超音戦士ボーグマン』後期（#25 - #35）オープニングテーマ・エンディングテーマ
  - 「EUPHORIA」（2003年10月29日） - Xboxゲーム『ダイナソーハンティング 〜失われた大地〜』エンディングテーマ
- RIDER CHIPS（Gt.野村義男、Ba.寺沢功一、Drs.Joe、Vo.寺田恵子）
  - 「果てしない炎の中へ」（2002年8月7日） - 『仮面ライダー龍騎』エンディングテーマ
  - 「MASKED RIDER LIVE 2004」（2004年4月21日）
- 「戦場のダンス - dance in the battlefield -」（2004年2月25日） - TVアニメ『エリア88』エンディングテーマ
- 全日本女子プロバンド（Vo.寺田恵子、Gt.五十嵐sun-go美貴、Ba.渡辺敦子、Drs.富田京子、Key.力石理江/Kb）
  - 「SuperRock☆Summit 〜天国への階段〜」（1999年3月17日）
  - 「SuperRock☆Summit 〜レインボウ・アイズ〜」（1999年6月30日）

## 出演
ラジオ
- パープルエクスプレス（文化放送）
- 寺田恵子のRock'nルージュ（2005年11月6日 - 2006年3月19日、文化放送）
- 寺田恵子のオールナイトニッポン（ニッポン放送）

テレビ
- UTAGE!（TBS） - 準レギュラー
- ミュートマ2（2017年4月 - 2018年3月28日、tvk） - 「キャサリンとボブのなんたらゴリ～っす!」コーナー、毎週水曜（火曜深夜）担当
  - ミュートマ2（2018年4月3日 - 、tvk） - 毎週火曜（月曜深夜）担当

- しゃべくりDJ 寺田恵子のミュージックアワー!（2017年11月 - 、歌謡ポップスチャンネル）
  - しゃべくりDJ 寺田恵子&諸星和己のミュージックアワー!（2018年4月 - 、歌謡ポップスチャンネル）

CM
- 全国モーターボート競走会連合会（1993年）[13]
- ICheck（2021年11月、TOKYO MX）[14]